# Bundestagswahlkreis Groß-Gerau
Der Wahlkreis Groß-Gerau (Wahlkreis 183, bis zur Bundestagswahl 2021 Wahlkreis 184) ist ein Bundestagswahlkreis in Hessen. Der Wahlkreis umfasst den Kreis Groß-Gerau.

## Wahlkreisgeschichte
| Wahl      | Wahlkreisname  | Gebiet |
| --------- | -------------- | --- |
| 1949      | 18 Groß-Gerau  | Landkreis Groß-Gerau, Main-Taunus-Kreis |
| 1953–1961 | 143 Groß-Gerau | Landkreis Groß-Gerau, Main-Taunus-Kreis |
| 1965–1972 | 143 Groß-Gerau | Landkreis Groß-Gerau, vom Main-Taunus-Kreis das Gebiet der heutigen Gemeinden Eppstein, Hofheim am Taunus, Hattersheim am Main, Kriftel, Flörsheim am Main und Hochheim am Main |
| 1976      | 143 Groß-Gerau | Landkreis Groß-Gerau, vom Main-Taunus-Kreis die Gemeinden Hofheim am Taunus, Flörsheim am Main und Hochheim am Main                                                             |
| 1980–1998 | 141 Groß-Gerau | Landkreis Groß-Gerau, vom Main-Taunus-Kreis die Gemeinden Hofheim am Taunus, Flörsheim am Main und Hochheim am Main                                                             |
| 2002–2005 | 185 Groß-Gerau | Landkreis Groß-Gerau |
| seit 2009 | 184 Groß-Gerau | Landkreis Groß-Gerau |

## Wahlkreisabgeordnete
| Wahl | Abgeordneter                           | Abgeordneter                           | Partei                                 | Stimmen in %                           |
| ---- | -------------------------------------- | -------------------------------------- | -------------------------------------- | -------------------------------------- |
| 1949 |                                        | Ludwig Bergsträsser                    | SPD                                    | 38,8                                   |
| 1953 |                                        | Hermann Schmitt-Vockenhausen           | SPD                                    | 38,8                                   |
| 1957 | 43,0                                   | Hermann Schmitt-Vockenhausen           | SPD                                    |                                        |
| 1961 | 47,6                                   | Hermann Schmitt-Vockenhausen           | SPD                                    |                                        |
| 1965 | 52,2                                   | Hermann Schmitt-Vockenhausen           | SPD                                    |                                        |
| 1969 | 53,4                                   | Hermann Schmitt-Vockenhausen           | SPD                                    |                                        |
| 1972 | 56,7                                   | Hermann Schmitt-Vockenhausen           | SPD                                    |                                        |
| 1976 | 51,2                                   | Hermann Schmitt-Vockenhausen           | SPD                                    |                                        |
| 1980 |                                        | Norbert Wieczorek                      | SPD                                    | 50,6                                   |
| 1983 |                                        | Otto Zink                              | CDU                                    |                                        |
| 1987 | 43,7                                   | Otto Zink                              | CDU                                    |                                        |
| 1990 |                                        | Norbert Wieczorek                      | SPD                                    | 41,8                                   |
| 1994 |                                        | Heinz-Adolf Hörsken                    | CDU                                    | 42,7                                   |
| 1998 |                                        | Norbert Wieczorek                      | SPD                                    | 48,3                                   |
| 2002 |                                        | Gerold Reichenbach                     | SPD                                    | 50,2                                   |
| 2005 | 47,1                                   | Gerold Reichenbach                     | SPD                                    |                                        |
| 2009 |                                        | Franz Josef Jung                       | CDU                                    | 36,3                                   |
| 2013 | 42,2                                   | Franz Josef Jung                       | CDU                                    |                                        |
| 2017 |                                        | Stefan Sauer                           | CDU                                    | 35,1                                   |
| 2021 |                                        | Melanie Wegling                        | SPD                                    | 33,5                                   |
| 2025 | kein – ungenügende Zweitstimmendeckung | kein – ungenügende Zweitstimmendeckung | kein – ungenügende Zweitstimmendeckung | kein – ungenügende Zweitstimmendeckung |

## Wahlergebnisse

### Bundestagswahl 2025
| Kandidaten                                                                      | Kandidaten           | Parteien/Listen     | Erststimmen | Erststimmen | Zweitstimmen | Zweitstimmen |
| Kandidaten                                                                      | Kandidaten           | Parteien/Listen     | Stimmen     | %           | Stimmen      | %            |
| ------------------------------------------------------------------------------- | -------------------- | ------------------- | ----------- | ----------- | ------------ | ------------ |
|                                                                                 | Melanie Wegling      | SPD                 | 40.121      | 28,9        | 27.978       | 20,1         |
|                                                                                 | Marcus Kretschmann   | CDU                 | 42.181      | 30,3        | 37.903       | 27,2         |
|                                                                                 | Isabel Köhler-Hande  | GRÜNE               | 11.195      | 8,1         | 15.832       | 11,4         |
|                                                                                 | Stephan Dehler       | FDP                 | 4.667       | 3,4         | 6.266        | 4,5          |
|                                                                                 | Ingeborg Horn-Posmyk | AfD                 | 22.817      | 16,4        | 23.606       | 16,9         |
|                                                                                 | Jörg Cezanne         | Die Linke           | 12.390      | 8,9         | 13.876       | 10,0         |
|                                                                                 | Rolf Leinz           | FREIE WÄHLER        | 3.442       | 2,5         | 1.816        | 1,3          |
|                                                                                 | —                    | Tierschutzpartei    | –           | –           | 1.940        | 1,4          |
|                                                                                 | —                    | Die PARTEI          | –           | –           | 816          | 0,6          |
|                                                                                 | Uwe Lautenschläger   | Volt                | 1.896       | 1,4         | 1.073        | 0,8          |
|                                                                                 | —                    | PdH                 | –           | –           | 142          | 0,1          |
|                                                                                 | Anne Fröhlich        | MLPD                | 290         | 0,2         | 84           | 0,1          |
|                                                                                 | —                    | BÜNDNIS DEUTSCHLAND | –           | –           | 209          | 0,1          |
|                                                                                 | —                    | BSW                 | –           | –           | 7.888        | 5,7          |
| Gesamt                                                                          | Gesamt               | Gesamt              | 138.999     | 100         | 139.429      | 100          |
|                                                                                 |                      |                     |             |             |              |              |
| Ungültige Stimmen                                                               | Ungültige Stimmen    | Ungültige Stimmen   | 1.682       | 1,2         | 1.252        | 0,9          |
| Wähler                                                                          | Wähler               | Wähler              | 140.681     | 81,6        | 140.681      | 81,6         |
| Wahlberechtigte                                                                 | Wahlberechtigte      | Wahlberechtigte     | 172.337     |             | 172.337      |              |
|                                                                                 |                      |                     |             |             |              |              |
| Anmerkung: kein Kandidat hat ein Direktmandat bekommen (siehe Wahlrechtsreform) |                      |                     |             |             |              |              |
|                                                                                 |                      |                     |             |             |              |              |
| Quellen: Die Bundeswahlleiterin, Kandidaten – Stimmen                           |                      |                     |             |             |              |              |

### Bundestagswahl 2021
Die Bundestagswahl 2021 fand am Sonntag, den 26. September 2021, statt. In Hessen hatten sich 25 Parteien mit ihrer Landesliste beworben. Die APPD wurde vom Bundeswahlausschuss nicht als Partei anerkannt. Die SGP wurde vom Landeswahlausschuss zurückgewiesen, da nicht die erforderlichen fünfhundert Unterschriften zur Unterstützung vorgelegt wurden. Somit bewerben sich 23 Parteien mit ihren Landeslisten in Hessen. Auf den Landeslisten kandidierten insgesamt 447 Bewerber, davon etwas mehr als ein Drittel (156) Frauen.
Zur Bundestagswahl 2021 traten folgende Kandidaten an:
| Direktkandidat           | Partei       | Erststimmen in % | Zweitstimmen in % |
| ------------------------ | ------------ | ---------------- | ----------------- |
| Stefan Sauer             | CDU          | 27,7             | 21,4              |
| Melanie Wegling          | SPD          | 33,5             | 29,8              |
| Thorsten Blümlein        | AfD          | 8,5              | 8,8               |
| Stephan Dehler           | FDP          | 8,4              | 11,8              |
| Lars Nitschke            | GRÜNE        | 11,7             | 14,8              |
| Jörg Cezanne             | DIE LINKE    | 4,0              | 4,2               |
| Achim Weidner            | FREIE WÄHLER | 2,7              | 1,9               |
| Daniel Weber             | Die PARTEI   | 1,9              | 1,1               |
| Matthias Rückert         | MLPD         | 0,1              | 0,1               |
| Thomas Andreas Unverzagt | dieBasis     | 1,4              | 1,1               |

### Bundestagswahl 2017
Die Bundestagswahl 2017 fand am Sonntag, den 24. September 2017, statt. In Hessen hatten sich 20 Parteien mit ihrer Landesliste beworben. Die Allianz Deutscher Demokraten zog ihre Bewerbung zurück. Die Violetten wurde vom Landeswahlausschuss zurückgewiesen, da nicht die erforderlichen zweitausend Unterschriften zur Unterstützung vorgelegt wurden. Somit bewerben sich 18 Parteien mit ihren Landeslisten in Hessen. Auf den Landeslisten kandidierten insgesamt 353 Bewerber, davon nicht ganz ein Drittel (114) Frauen.
| Gegenstand der Nachweisung | Gegenstand der Nachweisung | Erst- stimmen | Erst- stimmen | Zweit- stimmen | Zweit- stimmen |
| Bewerber                   | Partei                     | Anzahl        | %             | Anzahl         | %              |
| -------------------------- | -------------------------- | ------------- | ------------- | -------------- | -------------- |
| Wahlberechtigte            | Wahlberechtigte            | 174.727       | 100           | 174.727        | 100            |
| Wähler                     | Wähler                     | 133.312       | 76,3          | 133.312        | 76,3           |
| Ungültige Stimmen          | Ungültige Stimmen          | 2.455         | 1,8           | 2.132          | 1,6            |
| Gültige Stimmen            | Gültige Stimmen            | 130.857       | 98,2          | 131.180        | 98,4           |
| davon                      |                            |               |               |                |                |
| Stefan Sauer               | CDU                        | 45.963        | 35,1          | 39.950         | 30,5           |
| Jan Deboy                  | SPD                        | 42.342        | 32,4          | 33.319         | 25,4           |
| Nina Eisenhardt            | GRÜNE                      | 8.877         | 6,8           | 11.862         | 9              |
| Jörg Cézanne               | DIE LINKE                  | 8.729         | 6,7           | 10.755         | 8,2            |
| Thorsten Blümlein          | AfD                        | 14.805        | 11,3          | 15.943         | 12,2           |
| Stephan Dehler             | FDP                        | 7.358         | 5,6           | 12.645         | 9,6            |
|                            | PIRATEN                    | -             | -             | 962            | 0,7            |
|                            | NPD                        | -             | -             | 402            | 0,3            |
| Jens Hassen                | FREIE WÄHLER               | 2.507         | 1,9           | 1.387          | 1,1            |
|                            | Die PARTEI                 | -             | -             | 1.192          | 0,9            |
|                            | Büso                       | -             | -             | 42             | 0              |
| Matthias Rücker            | MLPD                       | 276           | 0,2           | 124            | 0,1            |
|                            | BGE                        | -             | -             | 244            | 0,2            |
|                            | DKP                        | -             | -             | 81             | 0,1            |
|                            | DM                         | -             | -             | 386            | 0,3            |
|                            | ÖDP                        | -             | -             | 201            | 0,2            |
|                            | Tierschutzpartei           | -             | -             | 1.463          | 1,1            |
|                            | V-Partei³                  | -             | -             | 222            | 0,2            |

### Bundestagswahl 2013
Die Bundestagswahl 2013 fand am Sonntag, dem 22. September 2013, zusammen mit der Landtagswahl in Hessen 2013, statt. In Hessen haben sich 16 Parteien um einen Listenplatz beworben. Die ödp hat ihre Liste zurückgezogen. Somit stehen 15 Parteien landesweit zur Wahl.
Die zugelassenen Landeslisten sind in der Reihenfolge aufgelistet, wie sie auf dem Stimmzettel aufgeführt werden.
| Direktkandidat            | Partei                         | Erststimmen in % | Zweitstimmen in % |
| ------------------------- | ------------------------------ | ---------------- | ----------------- |
| Franz Josef Jung          | CDU                            | 42,2             | 36,7              |
| Gerold Reichenbach        | SPD                            | 38,1             | 30,5              |
| Marcella Giovanna Matthes | FDP                            | 2,0              | 4,7               |
| Benjamin Weiß             | Bündnis 90/Die Grünen          | 7,7              | 10,6              |
| Jochen Nagel              | Die Linke                      | 6,2              | 6,2               |
| Christian Hufgard         | Piratenpartei                  | 3,8              | 2,4               |
| –                         | NPD                            | –                | 1,2               |
| –                         | Die Republikaner               | –                | 0,4               |
| –                         | BüSo                           | –                | 0                 |
| –                         | MLPD                           | –                | 0,1               |
| –                         | AfD                            | –                | 5,6               |
| –                         | Bürgerbewegung pro Deutschland | –                | 0,2               |
| –                         | Freie Wähler                   | –                | 0,8               |
| –                         | Die PARTEI                     | –                | 0,5               |
| –                         | PSG                            | –                | 0                 |

### Bundestagswahl 2009
Die Bundestagswahl 2009 hatte folgendes Ergebnis:
| Direktkandidat     | Partei                | Erststimmen in % | Zweitstimmen in % | Bundestagswahl 2005 Zweitstimmen in % |
| ------------------ | --------------------- | ---------------- | ----------------- | ------------------------------------- |
| Gerold Reichenbach | SPD                   | 36,0             | 28,0              | 39,2                                  |
| Franz Josef Jung   | CDU                   | 36,3             | 29,9              | 30,2                                  |
| Andrea Graf        | Bündnis 90/Die Grünen | 9,7              | 12,5              | 10,7                                  |
| Andreas Bummel     | FDP                   | 8,1              | 14,9              | 10,7                                  |
| Norman Kalteyer    | Die Linke.            | 7,6              | 8,9               | 5,1                                   |
| –                  | REP                   | –                | 0,9               | 1,1                                   |
| –                  | Tierschutzpartei      | –                | 1,2               | 0,9                                   |
| Andreas Jahn       | NPD                   | 2,0              | 1,3               | 1,3                                   |
| –                  | PIRATEN               | –                | 2,2               | -                                     |
| –                  | BüSo                  | –                | 0,1               | 0,1                                   |
| –                  | MLPD                  | –                | 0,0               | 0,1                                   |
| –                  | DVU                   | –                | 0,1               | –                                     |

Gerold Reichenbach ist über die Landesliste der SPD in den Bundestag eingezogen.

### Bundestagswahl 2005
| Gegenstand der Nachweisung | Gegenstand der Nachweisung | Erst- stimmen | Erst- stimmen | Zweit- stimmen | Zweit- stimmen |
| Bewerber                   | Partei                     | Anzahl        | %             | Anzahl         | %              |
| -------------------------- | -------------------------- | ------------- | ------------- | -------------- | -------------- |
| Wahlberechtigte            | Wahlberechtigte            | 169.776       | 100,0         | 169.776        | 100,0          |
| Wähler                     | Wähler                     | 135.836       | 80,0          | 135.836        | 80,0           |
| Ungültige Stimmen          | Ungültige Stimmen          | 3.240         | 2,4           | 3.007          | 2,2            |
| Gültige Stimmen            | Gültige Stimmen            | 132.596       | 100,0         | 132.829        | 100,0          |
| davon                      |                            |               |               |                |                |
| Gerold Reichenbach         | SPD                        | 62.419        | 47,1          | 52.132         | 39,2           |
| Gerald Weiß                | CDU                        | 48.321        | 36,4          | 40.054         | 30,2           |
| Margareta Wolf             | GRÜNE                      | 8.100         | 6,1           | 14.261         | 10,7           |
| Andreas Bummel             | FDP                        | 4.957         | 3,7           | 14.182         | 10,7           |
| Gerhard Schulmeyer         | Die Linke.                 | 5.736         | 4,3           | 6.824          | 5,1            |
|                            | REP                        | –             | –             | 1.440          | 1,1            |
|                            | Die Tierschutzpartei       | –             | –             | 1.155          | 0,9            |
| Erwin Bender               | NPD                        | 2.475         | 1,9           | 1.760          | 1,3            |
|                            | GRAUE                      | –             | –             | 650            | 0,5            |
|                            | BüSo                       | –             | –             | 109            | 0,1            |
|                            | MLPD                       | –             | –             | 91             | 0,1            |
|                            | PSG                        | –             | –             | 171            | 0,1            |
| Norbert Lohneis            | PBC                        | 588           | 0,4           | –              | –              |

### Bundestagswahl 2002
| Gegenstand der Nachweisung | Gegenstand der Nachweisung | Erst- stimmen | Erst- stimmen | Zweit- stimmen | Zweit- stimmen |
| Bewerber                   | Partei                     | Anzahl        | %             | Anzahl         | %              |
| -------------------------- | -------------------------- | ------------- | ------------- | -------------- | -------------- |
| Wahlberechtigte            | Wahlberechtigte            | 169.053       | 100,0         | 169.053        | 100,0          |
| Wähler                     | Wähler                     | 136.988       | 81,0          | 136.988        | 81,0           |
| Ungültige Stimmen          | Ungültige Stimmen          | 3.494         | 2,6           | 2.906          | 2,1            |
| Gültige Stimmen            | Gültige Stimmen            | 133.494       | 100,0         | 134.082        | 100,0          |
| davon                      |                            |               |               |                |                |
| Gerold Reichenbach         | SPD                        | 66.977        | 50,2          | 58.534         | 43,7           |
| Gerald Weiß                | CDU                        | 46.922        | 35,1          | 43.275         | 32,3           |
| Margareta Wolf             | GRÜNE                      | 9.995         | 7,5           | 15.307         | 11,4           |
| Andreas Bummel             | FDP                        | 7.147         | 5,4           | 10.446         | 7,8            |
|                            | REP                        | –             | –             | 1.846          | 1,4            |
| Gerhard Schulmeyer         | PDS                        | 2.453         | 1,8           | 1.863          | 1,4            |
|                            | Die Tierschutzpartei       | –             | –             | 843            | 0,6            |
|                            | NPD                        | –             | –             | 394            | 0,3            |
|                            | GRAUE                      | –             | –             | 307            | 0,2            |
|                            | PBC                        | –             | –             | 235            | 0,2            |
|                            | CM                         | –             | –             | 86             | 0,1            |
|                            | ödp                        | –             | –             | 106            | 0,1            |
|                            | BüSo                       | –             | –             | 71             | 0,1            |
|                            | Schill                     | –             | –             | 769            | 0,6            |

### Bundestagswahl 1998
| Gegenstand der Nachweisung | Gegenstand der Nachweisung | Erst- stimmen | Erst- stimmen | Zweit- stimmen | Zweit- stimmen |
| Bewerber                   | Partei                     | Anzahl        | %             | Anzahl         | %              |
| -------------------------- | -------------------------- | ------------- | ------------- | -------------- | -------------- |
| Wahlberechtigte            | Wahlberechtigte            | 219.452       | 100,0         | 219.452        | 100,0          |
| Wähler                     | Wähler                     | 187.558       | 85,5          | 187.558        | 85,5           |
| Ungültige Stimmen          | Ungültige Stimmen          | 3.337         | 1,8           | 2.817          | 1,5            |
| Gültige Stimmen            | Gültige Stimmen            | 184.221       | 100,0         | 184.741        | 100,0          |
| davon                      |                            |               |               |                |                |
| Gerald Weiß                | CDU                        | 70.273        | 38,1          | 62.015         | 33,6           |
| Norbert Wieczorek          | SPD                        | 89.035        | 48,3          | 79.561         | 43,1           |
| Margareta Wolf             | GRÜNE                      | 10.175        | 5,5           | 16.144         | 8,7            |
| Horst Mauer                | F.D.P.                     | 4.743         | 2,6           | 13.691         | 7,4            |
| Rudi Hechler               | PDS                        | 2.273         | 1,2           | 2.588          | 1,4            |
|                            | APPD                       | –             | –             | 176            | 0,1            |
| Gert Dilfer                | BüSo                       | 304           | 0,2           | 128            | 0,1            |
| Julia Kappel               | BFB – Die Offensive        | 1.339         | 0,7           | 806            | 0,4            |
|                            | Chance 2000                | –             | –             | 114            | 0,1            |
|                            | CM                         | –             | –             | 94             | 0,1            |
|                            | DVU                        | –             | –             | 1.501          | 0,8            |
|                            | GRAUE                      | –             | –             | 454            | 0,2            |
| Uwe Skibba                 | REP                        | 5.311         | 2,9           | 4.707          | 2,5            |
|                            | DIE FRAUEN                 | –             | –             | 136            | 0,1            |
|                            | Pro DM                     | –             | –             | 1.060          | 0,6            |
|                            | Die Tierschutzpartei       | –             | –             | 723            | 0,4            |
|                            | NPD                        | –             | –             | 223            | 0,1            |
| Jens Ott                   | NATURGESETZ                | 768           | 0,4           | 284            | 0,2            |
|                            | ödp                        | –             | –             | 108            | 0,1            |
|                            | PBC                        | –             | –             | 211            | 0,1            |
|                            | PSG                        | –             | –             | 17             | 0,0            |

### Bundestagswahl 1994
| Gegenstand der Nachweisung | Gegenstand der Nachweisung | Erst- stimmen | Erst- stimmen | Zweit- stimmen | Zweit- stimmen |
| Bewerber                   | Partei                     | Anzahl        | %             | Anzahl         | %              |
| -------------------------- | -------------------------- | ------------- | ------------- | -------------- | -------------- |
| Wahlberechtigte            | Wahlberechtigte            | 218.074       | 100,0         | 218.074        | 100,0          |
| Wähler                     | Wähler                     | 183.274       | 84,0          | 183.274        | 84,0           |
| Ungültige Stimmen          | Ungültige Stimmen          | 3.158         | 1,7           | 2.429          | 1,3            |
| Gültige Stimmen            | Gültige Stimmen            | 180.116       | 100,0         | 180.845        | 100,0          |
| davon                      |                            |               |               |                |                |
| Heinz-Adolf Hörsken        | CDU                        | 76.995        | 42,7          | 71.680         | 39,6           |
| Norbert Wieczorek          | SPD                        | 76.032        | 42,2          | 68.618         | 37,9           |
| Klaus-Peter Flesch         | F.D.P.                     | 5.672         | 3,1           | 13.813         | 7,6            |
| Margareta Wolf-Mayer       | GRÜNE                      | 14.535        | 8,1           | 18.166         | 10,0           |
| Uwe Skibba                 | REP                        | 4.233         | 2,4           | 4.217          | 2,3            |
| Rudi Hechler               | PDS                        | 1.504         | 0,8           | 1.733          | 1,0            |
|                            | Solidarität                | –             | –             | 68             | 0,0            |
|                            | DIE GRAUEN                 | –             | –             | 985            | 0,5            |
| Roman Walter Maisch        | NATURGESETZ                | 1.145         | 0,6           | 725            | 0,4            |
|                            | MLPD                       | –             | –             | 38             | 0,0            |
|                            | ÖDP                        | –             | –             | 421            | 0,2            |
|                            | PBC                        | –             | –             | 381            | 0,2            |

### Bundestagswahl 1990
| Gegenstand der Nachweisung | Gegenstand der Nachweisung | Erst- stimmen | Erst- stimmen | Zweit- stimmen | Zweit- stimmen |
| Bewerber                   | Partei                     | Anzahl        | %             | Anzahl         | %              |
| -------------------------- | -------------------------- | ------------- | ------------- | -------------- | -------------- |
| Wahlberechtigte            | Wahlberechtigte            | 219.227       | 100,0         | 219.227        | 100,0          |
| Wähler                     | Wähler                     | 181.403       | 82,7          | 181.403        | 82,7           |
| Ungültige Stimmen          | Ungültige Stimmen          | 2.262         | 1,2           | 1.809          | 1,0            |
| Gültige Stimmen            | Gültige Stimmen            | 179.141       | 100,0         | 179.594        | 100,0          |
| davon                      |                            |               |               |                |                |
| Heinz-Adolf Hörsken        | CDU                        | 74.300        | 41,5          | 71.689         | 39,9           |
| Norbert Wieczorek          | SPD                        | 74.885        | 41,8          | 69.979         | 39,0           |
| Leonhard Spahn             | GRÜNE                      | 11.709        | 6,5           | 11.009         | 6,1            |
| Wolfram Kroner             | F.D.P.                     | 10.947        | 6,1           | 18.952         | 10,6           |
| Karl Röth                  | DIE GRAUEN                 | 2.267         | 1,3           | 1.923          | 1,1            |
| Michael Peter Petersen     | REP                        | 4.203         | 2,3           | 4.146          | 2,3            |
| Karl Heinrich Hübner       | NPD                        | 830           | 0,5           | 755            | 0,4            |
|                            | ÖDP                        | –             | –             | 532            | 0,3            |
|                            | PDS                        | –             | –             | 609            | 0,3            |

### Bundestagswahl 1987
| Gegenstand der Nachweisung | Gegenstand der Nachweisung | Erst- stimmen | Erst- stimmen | Zweit- stimmen | Zweit- stimmen |
| Bewerber                   | Partei                     | Anzahl        | %             | Anzahl         | %              |
| -------------------------- | -------------------------- | ------------- | ------------- | -------------- | -------------- |
| Wahlberechtigte            | Wahlberechtigte            | 214.026       | 100,0         | 214.026        | 100,0          |
| Wähler                     | Wähler                     | 186.361       | 87,1          | 186.361        | 87,1           |
| Ungültige Stimmen          | Ungültige Stimmen          | 3.291         | 1,8           | 2.384          | 1,3            |
| Gültige Stimmen            | Gültige Stimmen            | 183.070       | 100,0         | 183.977        | 100,0          |
| davon                      |                            |               |               |                |                |
| Otto Zink                  | CDU                        | 79.997        | 43,7          | 74.116         | 40,3           |
| Norbert Wieczorek          | SPD                        | 76.426        | 41,7          | 71.245         | 38,7           |
| Frank Sauerland            | F.D.P.                     | 7.212         | 3,9           | 15.767         | 8,6            |
| Dirk Treber                | GRÜNE                      | 16.576        | 9,1           | 20.184         | 11,0           |
|                            | FRAUEN                     | –             | –             | 612            | 0,3            |
|                            | MLPD                       | –             | –             | 72             | 0,0            |
| Karl Heinrich Hübner       | NPD                        | 1.562         | 0,9           | 1.472          | 0,8            |
|                            | ÖDP                        | –             | –             | 381            | 0,2            |
|                            | Patrioten                  | –             | –             | 128            | 0,1            |
| Dietmar Treber             | FRIEDEN                    | 1.297         | 0,7           | –              | –              |

### Bundestagswahl 1980
| Gegenstand der Nachweisung | Gegenstand der Nachweisung | Erst- stimmen | Erst- stimmen | Zweit- stimmen | Zweit- stimmen |
| Bewerber                   | Partei                     | Anzahl        | %             | Anzahl         | %              |
| -------------------------- | -------------------------- | ------------- | ------------- | -------------- | -------------- |
| Wahlberechtigte            | Wahlberechtigte            | 201.975       | 100,0         | 201.975        | 100,0          |
| Wähler                     | Wähler                     | 184.880       | 91,5          | 184.880        | 91,5           |
| Ungültige Stimmen          | Ungültige Stimmen          | 2.394         | 1,3           | 1.648          | 0,9            |
| Gültige Stimmen            | Gültige Stimmen            | 182.486       | 100,0         | 183.232        | 100,0          |
| davon                      |                            |               |               |                |                |
| Norbert Wieczorek          | SPD                        | 92.303        | 50,6          | 89.205         | 48,7           |
| Otto Zink                  | CDU                        | 71.238        | 39,0          | 69.454         | 37,9           |
| Heidemarie Lehmann         | F.D.P.                     | 12.499        | 6,8           | 19.285         | 10,5           |
| Rudi Hechler               | DKP                        | 846           | 0,5           | 506            | 0,3            |
| Franz Johann Nagel         | GRÜNE                      | 5.349         | 2,9           | 4.147          | 2,3            |
| Andrea Kaestner            | EAP                        | 112           | 0,1           | 58             | 0,0            |
| Achim Dresler              | KBW                        | 139           | 0,1           | 91             | 0,0            |
|                            | NPD                        | –             | –             | 427            | 0,2            |
|                            | V                          | –             | –             | 59             | 0,0            |

### Bundestagswahl 1976
| Gegenstand der Nachweisung   | Gegenstand der Nachweisung | Erst- stimmen | Erst- stimmen | Zweit- stimmen | Zweit- stimmen |
| Bewerber                     | Partei                     | Anzahl        | %             | Anzahl         | %              |
| ---------------------------- | -------------------------- | ------------- | ------------- | -------------- | -------------- |
| Wahlberechtigte              | Wahlberechtigte            | 198.894       | 100,0         | 198.894        | 100,0          |
| Wähler                       | Wähler                     | 185.641       | 93,3          | 185.641        | 93,3           |
| Ungültige Stimmen            | Ungültige Stimmen          | 1.904         | 1,0           | 1.291          | 0,7            |
| Gültige Stimmen              | Gültige Stimmen            | 183.737       | 100,0         | 184.350        | 100,0          |
| davon                        |                            |               |               |                |                |
| Hermann Schmitt-Vockenhausen | SPD                        | 94.160        | 51,2          | 90.557         | 49,1           |
| Otto Zink                    | CDU                        | 76.050        | 41,4          | 76.631         | 41,6           |
| Eckhard Freyer               | F.D.P.                     | 11.011        | 6,0           | 15.361         | 8,3            |
|                              | AUD                        | –             | –             | 61             | 0,0            |
|                              | AVP                        | –             | –             | 17             | 0,0            |
| Josef Knecht                 | DKP                        | 1.110         | 0,6           | 656            | 0,4            |
| Renate Leffek                | EAP                        | 118           | 0,1           | 56             | 0,0            |
| Hans-Joachim Beck            | KPD                        | 257           | 0,1           | 183            | 0,1            |
| Stefan Rabe                  | KBW                        | 261           | 0,1           | 151            | 0,1            |
| Karl Heinrich Hübner         | NPD                        | 770           | 0,4           | 677            | 0,4            |

### Bundestagswahl 1972
| Gegenstand der Nachweisung   | Gegenstand der Nachweisung | Erst- stimmen | Erst- stimmen | Zweit- stimmen | Zweit- stimmen |
| Bewerber                     | Partei                     | Anzahl        | %             | Anzahl         | %              |
| ---------------------------- | -------------------------- | ------------- | ------------- | -------------- | -------------- |
| Wahlberechtigte              | Wahlberechtigte            | 223.368       | 100,0         | 223.368        | 100,0          |
| Wähler                       | Wähler                     | 209.008       | 93,6          | 209.008        | 93,6           |
| Ungültige Stimmen            | Ungültige Stimmen          | 1.883         | 0,9           | 1.223          | 0,6            |
| Gültige Stimmen              | Gültige Stimmen            | 207.125       | 100,0         | 207.785        | 100,0          |
| davon                        |                            |               |               |                |                |
| Hermann Schmitt-Vockenhausen | SPD                        | 117.416       | 56,7          | 106.224        | 51,1           |
| Otto Zink                    | CDU                        | 78.288        | 37,8          | 78.792         | 37,9           |
| Eberhard Weghorn             | F.D.P.                     | 8.966         | 4,3           | 20.512         | 9,9            |
| Josef Knecht                 | DKP                        | 1.192         | 0,6           | 717            | 0,3            |
|                              | EFP                        | –             | –             | 196            | 0,1            |
| Mathias Quintus              | NPD                        | 1.263         | 0,6           | 1.344          | 0,6            |

### Bundestagswahl 1969
| Gegenstand der Nachweisung   | Gegenstand der Nachweisung | Erst- stimmen | Erst- stimmen | Zweit- stimmen | Zweit- stimmen |
| Bewerber                     | Partei                     | Anzahl        | %             | Anzahl         | %              |
| ---------------------------- | -------------------------- | ------------- | ------------- | -------------- | -------------- |
| Wahlberechtigte              | Wahlberechtigte            | 198.313       | 100,0         | 198.313        | 100,0          |
| Wähler                       | Wähler                     | 179.958       | 93,6          | 179.958        | 93,6           |
| Ungültige Stimmen            | Ungültige Stimmen          | 4.495         | 2,5           | 2.744          | 1,5            |
| Gültige Stimmen              | Gültige Stimmen            | 175.463       | 97,5          | 177.214        | 98,5           |
| davon                        |                            |               |               |                |                |
| Hermann Schmitt-Vockenhausen | SPD                        | 93.739        | 53,4          | 92.359         | 52,1           |
| Otto Zink                    | CDU                        | 64.912        | 37,0          | 65.166         | 36,8           |
| Peter Gooß                   | F.D.P.                     | 8.417         | 4,8           | 9.034          | 5,1            |
| Gustav Stürtz                | NPD                        | 2.998         | 1,7           | 7.653          | 4,3            |
| Robert Steigerwald           | ADF                        | 1.896         | 1,1           | 1.352          | 0,8            |
|                              | GPD                        |               |               | 1.302          | 0,7            |
|                              | EP                         |               |               | 348            | 0,2            |

### Bundestagswahl 1965
| Gegenstand der Nachweisung   | Gegenstand der Nachweisung | Erst- stimmen | Erst- stimmen | Zweit- stimmen | Zweit- stimmen |
| Bewerber                     | Partei                     | Anzahl        | %             | Anzahl         | %              |
| ---------------------------- | -------------------------- | ------------- | ------------- | -------------- | -------------- |
| Wahlberechtigte              | Wahlberechtigte            | 183.913       | 100,0         | 179.686        | 100,0          |
| Wähler                       | Wähler                     | 166.352       | 93,6          | 164.598        | 93,6           |
| Ungültige Stimmen            | Ungültige Stimmen          | 6.148         | 3,7           | 10.066         | 6,1            |
| Gültige Stimmen              | Gültige Stimmen            | 160.204       | 96,3          | 154.532        | 93,9           |
| davon                        |                            |               |               |                |                |
| Hermann Schmitt-Vockenhausen | SPD                        | 83.694        | 52,2          | 81.195         | 52,5           |
| Erich Peter Neumann          | CDU                        | 50.110        | 31,3          | 61.097         | 39,5           |
| Artur Raquet                 | F.D.P.                     | 10.350        | 6,5           | 13.383         | 8,7            |
| Johannes Beyer               | AUD                        | 355           | 0,2           | 356            | 0,2            |
| Paul Riehm                   | DFU                        | 2.998         | 1,9           | 3.299          | 2,1            |
| Franz Brandl                 | NPD                        | 2.699         | 1,7           | 2.965          | 1,9            |

### Bundestagswahl 1961
| Gegenstand der Nachweisung   | Gegenstand der Nachweisung | Erst- stimmen | Erst- stimmen | Zweit- stimmen | Zweit- stimmen |
| Bewerber                     | Partei                     | Anzahl        | %             | Anzahl         | %              |
| ---------------------------- | -------------------------- | ------------- | ------------- | -------------- | -------------- |
| Wahlberechtigte              | Wahlberechtigte            | 200.800       | 100,0         | 179.686        | 100,0          |
| Wähler                       | Wähler                     | 185.235       | 93,6          | 164.598        | 93,6           |
| Ungültige Stimmen            | Ungültige Stimmen          | 5.738         | 3,1           | 10.066         | 6,1            |
| Gültige Stimmen              | Gültige Stimmen            | 179.497       | 96,9          | 154.532        | 93,9           |
| davon                        |                            |               |               |                |                |
| Hermann Schmitt-Vockenhausen | SPD                        | 85.354        | 47,6          | 82.692         | 53,5           |
| Erich Peter Neumann          | CDU                        | 65.450        | 36,5          | 61.961         | 40,1           |
| Helmut Cavelius              | F.D.P.                     | 16.829        | 9,4           | 18.380         | 11,9           |
| Heinz Kreutzmann             | GDP (DP-BHE)               | 7.901         | 4,4           | 8.205          | 5,3            |
| Friedrich Brenner            | DFU                        | 3.963         | 2,2           | 4.207          | 2,7            |
|                              | DRP                        |               |               | 829            | 0,5            |

### Bundestagswahl 1957
| Gegenstand der Nachweisung   | Gegenstand der Nachweisung | Erst- stimmen | Erst- stimmen | Zweit- stimmen | Zweit- stimmen |
| Bewerber                     | Partei                     | Anzahl        | %             | Anzahl         | %              |
| ---------------------------- | -------------------------- | ------------- | ------------- | -------------- | -------------- |
| Wahlberechtigte              | Wahlberechtigte            | 179.686       | 100,0         | 179.686        | 100,0          |
| Wähler                       | Wähler                     | 164.598       | 93,6          | 164.598        | 93,6           |
| Ungültige Stimmen            | Ungültige Stimmen          | 6.433         | 3,9           | 10.066         | 6,1            |
| Gültige Stimmen              | Gültige Stimmen            | 158.165       | 96,1          | 154.532        | 93,9           |
| davon                        |                            |               |               |                |                |
| Hermann Schmitt-Vockenhausen | SPD                        | 67.975        | 43,0          | 65.479         | 42,4           |
| Jakob Marx                   | CDU                        | 66.850        | 42,3          | 64.859         | 42,0           |
| Walter Dichmann              | F.D.P.                     | 9.323         | 5,9           | 9.153          | 5,9            |
| Lothar Kunz                  | GB/BHE                     | 8.664         | 5,5           | 8.913          | 5,8            |
| Helmut Müller-Nagell         | DP                         | 3.817         | 2,4           | 4.336          | 2,8            |
| Jakob Schaar                 | DRP                        | 1.536         | 1,0           | 1.527          | 1,0            |
|                              | BdD                        |               |               | 265            | 0,2            |

### Bundestagswahl 1953
| Gegenstand der Nachweisung   | Gegenstand der Nachweisung | Erst- stimmen | Erst- stimmen | Zweit- stimmen | Zweit- stimmen |
| Bewerber                     | Partei                     | Anzahl        | %             | Anzahl         | %              |
| ---------------------------- | -------------------------- | ------------- | ------------- | -------------- | -------------- |
| Wahlberechtigte              | Wahlberechtigte            | 161.306       | 100,0         | 161.306        | 100,0          |
| Wähler                       | Wähler                     | 143.724       | 93,6          | 143.724        | 93,6           |
| Ungültige Stimmen            | Ungültige Stimmen          | 6.631         | 4,6           | 8.857          | 6,2            |
| Gültige Stimmen              | Gültige Stimmen            | 137.093       | 95,4          | 134.867        | 93,8           |
| davon                        |                            |               |               |                |                |
| Hermann Schmitt-Vockenhausen | SPD                        | 53.258        | 38,8          | 51.722         | 38,4           |
|                              | CDU                        | 46.060        | 33,6          | 45.990         | 34,1           |
|                              | F.D.P.                     | 20.459        | 14,9          | 20.003         | 14,8           |
|                              | GB/BHE                     | 7.917         | 5,8           | 7.737          | 5,7            |
|                              | KPD                        | 5.161         | 3,8           | 4.950          | 3,7            |
|                              | DP                         | 2.874         | 2,1           | 3.054          | 2,3            |
|                              | GVP                        | 1.364         | 1,0           | 1.411          | 1,0            |

### Bundestagswahl 1949
|                     | Partei            | Anzahl  | %     |
| ------------------- | ----------------- | ------- | ----- |
| Wahlberechtigte     | Wahlberechtigte   | 147.467 | 100,0 |
| Wähler              | Wähler            | 121.850 | 82,6  |
| Ungültige Stimmen   | Ungültige Stimmen | 11.648  | 9,6   |
| Gültige Stimmen     | Gültige Stimmen   | 110.202 | 100,0 |
| davon               |                   |         |       |
| Ludwig Bergsträsser | SPD               | 42.729  | 38,8  |
| Alois Marx          | CDU               | 29.806  | 27,0  |
| Peter Goetze        | FDP               | 27.030  | 24,5  |
| Friedrich Zängerle  | KPD               | 10.637  | 9,7   |